# Ptinus abbreviatus
Ptinus abbreviatus is een keversoort uit de familie klopkevers (Ptinidae). De wetenschappelijke naam van de soort werd in 1798 gepubliceerd door Franz Paula von Schrank.